# Linum caespitosum
Linum caespitosum är en linväxtart som beskrevs av John Sibthorp och Sm.. Linum caespitosum ingår i släktet linsläktet, och familjen linväxter. Inga underarter finns listade i Catalogue of Life.